# Olszanka (powiat biłgorajski)
Olszanka – wieś w Polsce położona w województwie lubelskim, w powiecie biłgorajskim, w gminie Turobin. Leży przy drodze wojewódzkiej nr 848.
Wieś jest sołectwem w gminie Turobin. Według Narodowego Spisu Powszechnego z roku 2011 wieś liczyła 173 mieszkańców i była szesnastą co do liczby ludności miejscowością gminy.
W latach 1975–1998 miejscowość należała administracyjnie do województwa zamojskiego.